# Varenh (Tarn i Garona)
Varenh (en francès Varen) és un municipi francès situat al departament de Tarn i Garona i a la regió d'Occitània.

## Demografia
| 1962                                       | 1968  | 1975 | 1982 | 1990 | 1999 | 2006 |
| ------------------------------------------ | ----- | ---- | ---- | ---- | ---- | ---- |
| 1.054                                      | 1.118 | 998  | 909  | 870  | 748  | 730  |
| Des de 1962: població sense dobles comptes |       |      |      |      |      |      |

## Administració
| Període | Identitat    | Partit |
| ------- | ------------ | ------ |
| 2001-   | André Massat | PS     |